# AMC Pankration
AMC Pankration (también conocido como AMC Kickboxing & Pankration) es un gimnasio de artes marciales mixtas con sede en Kirkland, Washington. Es conocido por ser la sede de entrenamiento del ex campeón de peso mosca de UFC y campeón de peso mosca de ONE Championship Demetrious Johnson así como otros luchadores de alto nivel.

## Visión general
Matt Hume fundó un club de Pankration en 1988 mientras asistía a la Universidad Central de Washington. Eso finalmente se convirtió en la base de AMC Pankration, que se nombró y formó oficialmente en 1991.
AMC Pankration también ha organizado eventos de MMA en el pasado. De 1999 a 2008 ha realizado 9 eventos con 39 peleas.

## Luchadores notables
- Demetrious Johnson[1][4][5]
- Josh Barnett[1][6]
- Rich Franklin[1][7][8]
- Bibiano Fernandes[9][10][11]
- Jens Pulver[12]
- Jeff Monson[13]
- Hayato Sakurai[14]
- Chris Leben[15][16]
- Brown mate[17]
- Tim Boetsch[8]
- Dennis Hallman[18]
- Caros Fodor[19]
- Bob Sapp[16]